# Limnephilus challisa
Limnephilus challisa là một loài Trichoptera trong họ Limnephilidae. Chúng phân bố ở miền Tân bắc.